# Радионов, Николай Иванович
Николай Иванович Радионов (Родионов) (19 февраля 1922, Старопершино, Челябинская губерния — 2 мая 1945, Блохвиц, Саксония) — советский военнослужащий. Участник Великой Отечественной войны. Герой Советского Союза (1945). Гвардии старший лейтенант.

## Биография
Николай Иванович Радионов родился 19 февраля 1922 года в крестьянской семье в селе Старопершино Дмитриевского сельсовета Мостовской волости Курганского уезда Челябинской губернии РСФСР, ныне село входит в Мокроусовский муниципальный округ Курганской области. Русский.
Окончил школу крестьянской молодёжи в соседнем селе Дмитриевка и Курганское железнодорожное училище. По окончании училища в 1939 году по распределению был направлен на работу в локомотивное депо станции Курган, откуда вскоре был переведён на станцию Варгаши (ныне в Варгашинском муниципальном округе Курганской области), где до призыва на военную службу работал помощником машиниста паровоза.
В ряды Рабоче-Крестьянской Красной Армии Н. И. Радионов был призван 16 февраля 1942 года. Служил в 165-й стрелковой дивизии, которая формировалась в Кургане. В мае 1942 года дивизия была включена в состав Волховской группы войск Ленинградского фронта. В боях с немецко-фашистскими захватчиками красноармеец Н. И. Радионов с 1 июня 1942 года. Боевое крещение принял под Мясным Бором. 5 июня 1942 года Николай Иванович был тяжело ранен и эвакуирован в госпиталь. В «Донесении о безвозвратных потерях 165-й стрелковой дивизии» (с 5 июня 1942 года на 405 чел.) от 26 сентября 1942 года указано, что член ВЛКСМ Н.И. Родионов пропал без вести.
После излечения Н. И. Радионов был направлен в Нязепетровск, где в эвакуации находилось Ростовское артиллерийское училище. Пройдя ускоренный курс обучения, Николай Иванович получил назначение в 23-ю отдельную истребительно-противотанковую артиллерийскую бригаду Резерва Главного Командования и принял под командование огневой взвод 2-й батареи 270-го истребительно-противотанкового артиллерийского полка. Вновь на передовой лейтенант Н. И. Радионов с 21 ноября 1943 года на 1-м Украинском фронте. Бригада заняла позиции в полосе 1-й гвардейской армии восточнее города Радомышля, на которых отразила контрудар немецких танков в рамках Киевской оборонительной операции. В боях под Радомышлем у села Красноборка 7-14 декабря 1943 года взвод лейтенанта Радионова уничтожил 7 немецких танков и до 100 солдат и офицеров неприятеля. Выстояв под мощным натиском противника, 24 декабря 1943 года 23-я отдельная истребительно-противотанковая бригада, поддерживая наступление стрелковых соединений 1-й гвардейской и 13-й армий, принимала участие в Житомирско-Бердичевской операции. Николай Иванович в составе своего подразделения освобождал Радомышль и Коростень. В конце января 1944 года бригада в составе 38-й армии была брошена на отражение немецкого контрудара в районе северо-восточнее Оратова Винницкой области. 
В наградных документах от 16 февраля 1944 года указано, что лейтенант Н. Радионов — член ВКП(б), но в последующих наградных документах и «Именном списке безвозвратных потерь офицерского состава 10-й гвардейской отдельной истребительно-противотанковой ордена Ленина Краснознамённой ордена Кутузова бригады» указано, что Н. Радионов — беспартийный.
В марте — апреле 1944 года Николай Иванович в рамках Проскровско-Черновицкой операции вместе со своими бойцами участвовал в разгроме окружённой под Каменец-Подольским 1-й танковой армии вермахта, освобождал Винницу и Жмеринку, форсировал Серет. За отличие в боях по освобождению Правобережной Украины Н. И. Радионов был произведён в старшие лейтенанты.
В начале мая 1944 года 23-я отдельная истребительно-противотанковая бригада получила приказ о передислокации в Житомирский учебный артиллерийский лагерь. Старший лейтенант Н. И. Радионов подал рапорт о переводе в боевую часть и вскоре был переведён на вакантную должность командира батареи 235-го гвардейского истребительно-противотанкового полка 10-й отдельной гвардейской истребительно-противотанковой бригады РГК, приданной 3-й гвардейской танковой армии. В июне 1944 года в бою на территории Тарнопольской области Николай Иванович был ранен, но быстро вернулся в строй. Его батарея отличилась во время Львовско-Сандомирской операции в боях на Сандомирском плацдарме. Заняв огневые позиции у местечка Шидлув, 11 августа 1944 года личный состав батареи Радионова продемонстрировал образцы мужества и стойкости. Отражая танковые контратаки врага под сильным артиллерийским огнём и ударами штурмовой авиации немцев, артиллеристы Радионова не отступили ни на шаг. При этом они сожгли и подбили 7 танков, уничтожили 4 станковых пулемёта и до роты солдат неприятеля. Особо отличился гвардии старший лейтенант Н. И. Радионов во время Сандомирско-Силезской операции.
14 января 1945 года войска 1-го Украинского фронта перешли в наступление с Сандомирского плацдарма, и прорвав глубоко эшелонированную и сильно укреплённую оборону противника, устремились к Одеру. 10-я гвардейская отдельная истребительно-противотанковая бригада в ходе операции выполняла задачи по артиллерийской поддержке частей 5-й гвардейской армии. Пытаясь остановить стремительное продвижение советских войск, немцы организовывали на их пути засады и заслоны. 18 января 1945 года на подступах к населённому пункту Жарки батальон противника численностью более 600 солдат и офицеров пытался устроить западню для походной колонны бригады. Гвардии старший лейтенант Н. И. Радионов, шедший со своей батареей в голове колонны, своевременно обнаружил вражескую засаду, и с ходу развернув орудия, открыл убийственный огонь по траншее, где засело до 70 немецких солдат. Не выдержав шквального артиллерийского огня, враг бежал, оставив на поле боя более 50 человек убитыми. Развернувшиеся рядом другие батареи бригады довершили разгром противника. Всего бою под Жарками немцы потеряли более 100 солдат и офицеров, ещё 22 было взято в плен.
Продолжая ускоренный марш к Одеру, в ночь с 22 на 23 января на участке дороги Павонкув — Хютшендорф (ныне в черте города Озимек Опольского воеводства Республики Польша) следовавшая во главе походной колонны батарея Н. И. Радионова столкнулась с крупной колонной немцев, имевшей задачу занять боевые позиции на пути наступления бригады. С ходу вступив во встречный бой, артиллеристы Радионова уничтожили до 60 вражеских солдат, миномётную батарею и станковый пулемёт противника. Подоспевшие к месту боя батареи 235-го гвардейского истребительно-противотанкового полка довершили разгром вражеской колонны. Смелая инициатива гвардии старшего лейтенанта Н. И. Радионова не позволила противнику занять оборону, чем способствовала своевременному выполнению бригадой боевой задачи по выходу к реке Одер.
В ночь с 23 на 24 января 1945 года батарея гвардии старшего лейтенанта Н. И. Радионова под ураганным артиллерийско-миномётным и пулемётным огнём противника вместе с передовым отрядом пехоты одной из первых в полку форсировала Одер по льду северо-западнее Оппельна и закрепилась на небольшом плацдарме размером 2000 метров по фронту и 600 метров в глубину у населённого пункта Эйхенрид (ныне деревня Гольчовице (пол. Golczowice (powiat brzeski)) Бжегского повета Опольского воеводства Республики Польша). В течение ночи немцы дважды предпринимали попытку ликвидировать плацдарм многократно превосходящими силами пехоты при поддержке самоходных артиллерийских установок, но советские бойцы героически обороняли занятые рубежи и сумели удержать плацдарм до подхода основных сил. В ходе боя на левом берегу Одера батарея Н. И. Радионова подбила 2 САУ, уничтожила 3 станковых пулемёта и истребила свыше 150 солдат и офицеров вермахта. За образцовое выполнение боевых заданий командования на фронте борьбы с немецкими захватчиками и проявленные при этом отвагу и геройство указом Президиума Верховного Совета СССР от 10 апреля 1945 года гвардии старшему лейтенанту Радионову Николаю Ивановичу было присвоено звание Героя Советского Союза.
После закрепления плацдарма на Одере 10-я гвардейская отдельная истребительно-противотанковая бригада была отведена на правый берег реки и приняла участие в операции по окружению оставшейся в тылу советских войск крупной группировки немецко-фашистских войск в районе Бреслау. В ходе начавшейся 16 апреля 1945 года Берлинской операции бригада поддерживала наступательные действия подразделений 5-й гвардейской армии, в том числе 4-го гвардейского танкового корпуса. Гвардии старший лейтенант Н. И. Радионов участвовал в прорыве нейсенского оборонительного рубежа противника, форсировал реки Нейсе и Шпрее, в составе своего подразделения громил группировку немецко-фашистских войск под Шпрембергом. Сломив сопротивление немцев, подразделения 5-й гвардейской армии, обойдя Берлин с юга, к вечеру 23 апреля 1945 года вышли к реке Эльбе на участке Преттин — Риза и 25 апреля в районе населённого пункта Штрела встретились с передовыми частями 69-й пехотной дивизии США. С конца апреля 1945 года соединения армии вели бои с группировками противника, пытавшегося прорваться в американскую зону ответственности.
Старший лейтенант Николай Иванович Радионов погиб в одном из боёв 2 мая 1945 года у населённого пункта Блохвиц (нем. Blochwitz (Lampertswalde)) района Амтшауптманншафт Гросенхайн (нем. Amtshauptmannschaft Großenhain) округа Дрезден (нем. Kreishauptmannschaft Dresden) гау Саксония (нем. Gau Sachsen) Великогерманской империи, ныне Блохвиц входит в коммуну Лампертсвальде района Мейсен дирекционного округа Дрезден земли Свободное государство Саксония Федеративной Республики Германия. Первоначально Н. И. Радионова похоронили на северо-западной окраине посёлка. Позднее его останки были перезахоронены на мемориальном кладбище советских воинов в городке Гросенхайн, ныне дирекционный округ Дрезден земли Свободное государство Саксония Федеративной Республики Германия.
В некоторых источниках ошибочно пишут, что он погиб в Берлине, у стен Рейхстага.

## Награды
- Герой Советского Союза, 10 апреля 1945 года[2][3][4]
  - Орден Ленина
  - Медаль «Золотая Звезда»
- Орден Отечественной войны II степени, 31 августа 1944 года[5]
- Орден Красной Звезды, 20 февраля 1944 года[6]

В некоторых источниках указано, что награждён медалью «За отвагу» за бои на Курской дуге, хотя в этих боях он не участвовал.

## Память
- Улица Радионова в городе Кургане, название присвоено в 1971 году[7].
- Улица Радионова в посёлке Варгаши. Решением Варгашинского поселкового совета, протокол № 4 от 30 апреля 1965 года, ул. Заводская переименована в ул. Н.И. Радионова[8].
- Бюст Героя Советского Союза Н. И. Радионова установлен в 1975 году в сквере Курганского института железнодорожного транспорта, скульптор Голощапов, Станислав Александрович[9] — 55°26′37″ с. ш. 65°20′22″ в. д.HGЯO
- Мемориальные доски в честь Героя Советского Союза Н. И. Радионова установлены в городе Кургане по адресам:
  - улица Радионова, 56[10] — 55°26′17″ с. ш. 65°18′41″ в. д.HGЯO
  - улица Коли Мяготина, 147 (здание Курганского института железнодорожного транспорта)[11] — 55°26′35″ с. ш. 65°20′23″ в. д.HGЯO
  - на здании локомотивного депо станции Курган, установлена в мае 2005 года[12].
- Имя Героя Советского Союза Н. И. Радионова увековечено на памятнике, установленном на территории локомотивного депо станции Курган.
- Курганскому Железнодорожному училищу № 1 (которое окончил Герой) было присвоено его имя, ныне Курганский институт железнодорожного транспорта.
- Пионерской дружине Варгашинской школы-интерната было присвоено имя Н.И. Радионова.

## Семья
Жена Валентина Михайловна. Внук Сергей Менщиков окончил Курганское железнодорожное училище имени Николая Ивановича Радионова, стал машинистом.

## Документы
- Общедоступный электронный банк документов «Подвиг Народа в Великой Отечественной войне 1941—1945 гг.» Дата обращения: 11 сентября 2013. Архивировано из оригинала 11 мая 2017 года.

Представление к званию Героя Советского Союза.
Указ Президиума Верховного Совета СССР о присвоении звания Героя Советского Союза.
Орден Отечественной войны 2-й степени (наградной лист и приказ о награждении).
Орден Красной Звезды (наградной лист и приказ о награждении).
- Обобщённый банк данных «Мемориал». Архивировано из оригинала 10 мая 2012 года.

ЦАМО, ф. 58, оп. 818883, д. 296.
ЦАМО, ф. 33, оп. 11458, д. 666.
ЦАМО, ф. 33, оп. 11458, д. 832.
ЦАМО, ф. 58, оп. A-92546, д. 5.
ЦАМО, ф. 58, оп. A-92546, д. 25.
Информация из списка захоронения.
Учётная карточка захоронения.
Схема захоронения.